# Kanchipuram
Kanchipuram (காஞ்சிபுரம் en tamoul; IAST: kāñcipuram;  काञ्चिपुरम् en sanskrit), Kanchi, ou Kancheepuram (ou même Conjeevaram) est l'une des sept villes saintes de l'Inde. Elle fut la capitale des grands royaumes dravidiens (Pallava, Chola...).
Elle se trouve sur la rivière Palar dans l'État du Tamil Nadu en Inde, à environ soixante-cinq de kilomètres de Madras. Elle recèle de nombreux sanctuaires dont certains datent du VIIe et VIIIe siècles.

## Centre religieux

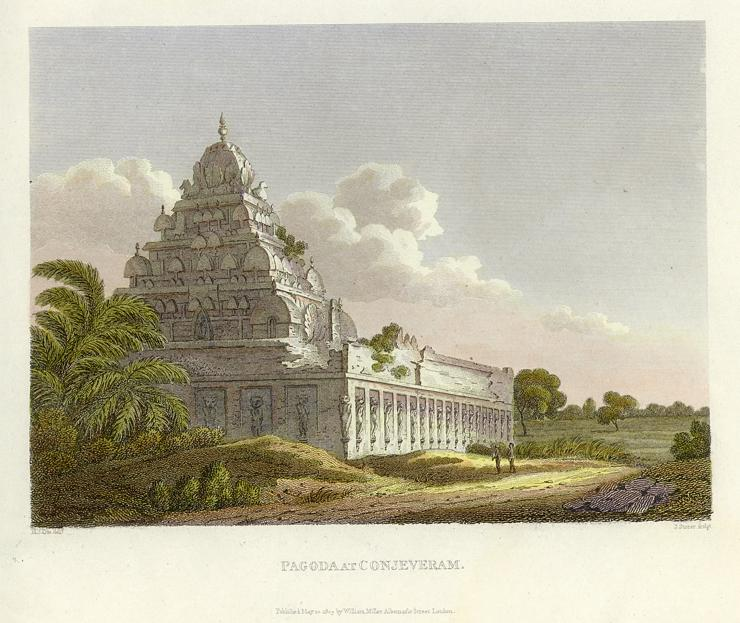
Gravure d'un temple de Kanchipuram de 1811

Surnommée la ville aux 1000 temples, elle n'en compte tout de même pas moins de 125. Elle attire de nombreux pèlerins et touristes. Les deux grands courants de l'hindouisme: le shivaïsme et le vishnouïsme, sont représentés à parts égales, mais aussi le jaïnisme, et le bouddhisme y fut également florissant par le passé. On y trouve les temples de :
- Temple de Kailasanathar
- Temple d'Ekambaranatha
- Temple de Varadharaja Perumal
- Temple de Kamakshi Amman
- Temple de Kachapeshwarar
- temple de Kumara Kottam

etc.

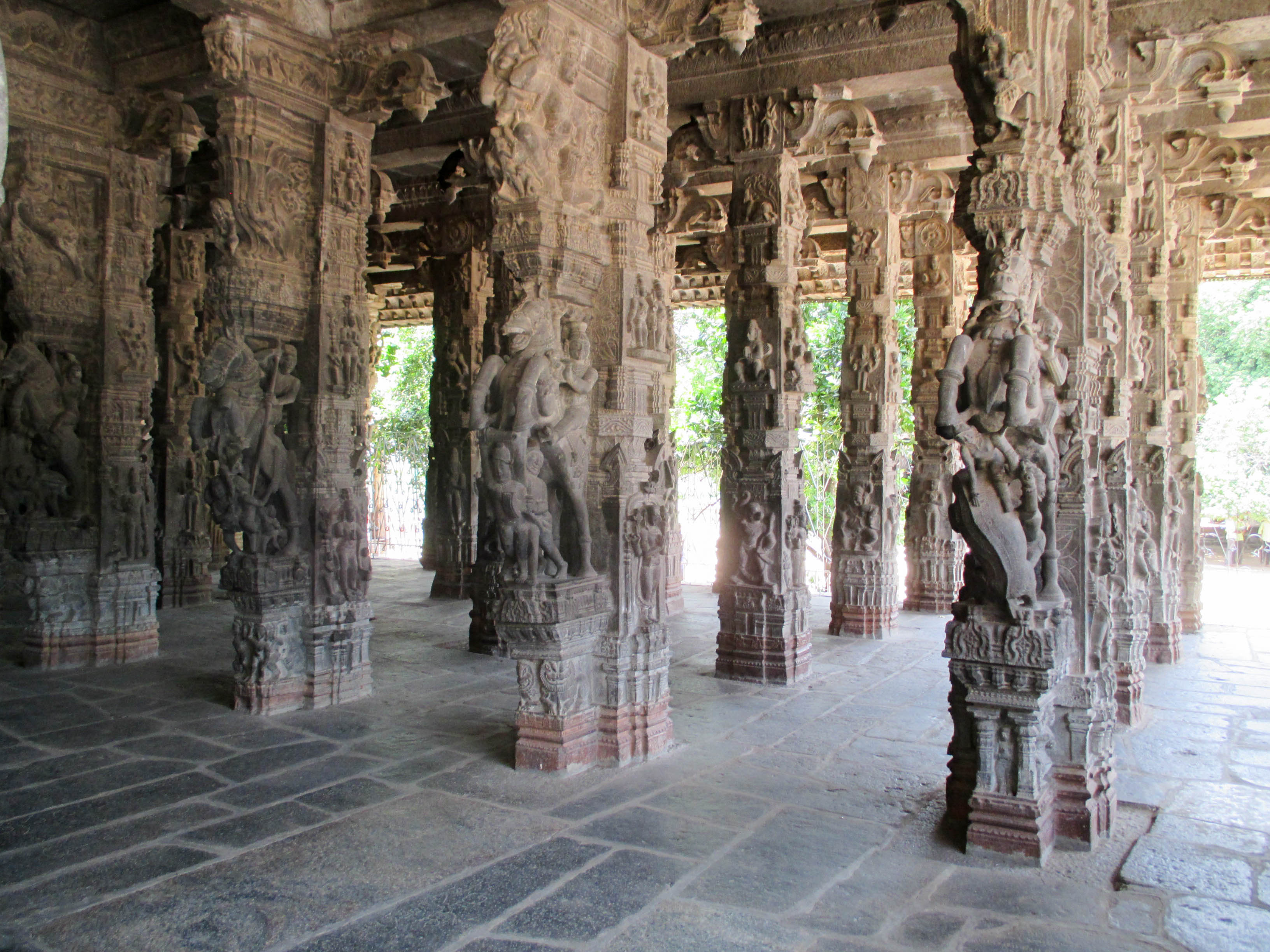
Le Kalyana-mandapa du Varadaraja, dédié au culte de Vishnou. Probablement, première moitié du XVIIe siècle

Une danseuse comme Balasaraswati a effectué son arangetram, sa première danse en public sur une scène, à l’âge de sept ans, en 1925, dans un temple de Kanchipuram,.

## Centre économique
La ville compte aujourd'hui 200 000 habitants. Son économie repose essentiellement sur le tourisme et sur les tisserands de soie qui ont fait la réputation de la ville en la matière.